# Haina, Hildburghausen
Haina là một đô thị thuộc huyện Hildburghausen, ở bang Thüringen, Đức. Đô thị này có diện tích 19,71 km², dân số thời điểm ngày 31 tháng 12 năm 2006 là 1061 người.